# Katharina Fikiel
Katharina Fikiel (* 30. Juli 1987 in Krakau) ist eine ehemalige deutsche Basketballnationalspielerin. Bei einer Körperlänge von 1,95 Meter spielte sie auf der Power Forward-Position.

## Kindheit und Familie
Katharina Fikiel wuchs in einer basketballbegeisterten Familie auf. Ihr 2,06 m großer Vater Krzysztof Fikiel bestritt 203 Einsätze für die Nationalmannschaft Polens und war 1980 Olympiateilnehmer in Moskau. Ihr Bruder Jan war ebenfalls Basketballprofi. Als Kind und Jugendliche spielte sie erst in Oberelchingen und Ulm und besuchte ab der neunten Klasse das Sportinternat in Heidelberg.

## Profikarriere
Katharina trat in die Fußstapfen ihres Vaters und ihres älteren Bruders und schlug eine Profilaufbahn ein. 2002 unterschrieb sie beim USC Freiburg und spielte in der Saison 2004/2005 für die BG Göttingen. 2005 wechselte sie in ihr Geburtsland Polen und wurde 2006 mit Wisła Can-Pack Krakau polnische Meisterin.
Die Saison 2007/2008 verbrachte sie in Belgien beim Erstligisten Houthalen. Die wechselfreudige Spielerin hatte einen kurzen Zweitligaabstecher im italienischen Broni, um 2009 in Frankreich bei Toulouse Metropole Basket wieder erstklassig zu spielen. 2010 kehrte sie nach Italien zurück, dieses Mal aber in die erste Liga und schloss sich Lavezzini Parma an. Nächste Station war 2011 Wolfenbüttel, wo sie mit den BV Wolfenbüttel Wildcats 2012 den Deutschen Meistertitel gewann. 2013 gelang ihr das gleiche Kunststück mit dem TSV 1880 Wasserburg. Zur Saison 2013/2014 wechselte Katharina Fikiel nach Halle zu den SV Halle Lions. Von September 2014 bis Dezember 2014 verstärkte sie den Kader des slowakischen Erstligisten Good Angels Košice. In den sechs Spielen in der Euroleague für Good Angels Kosice bekam Fikiel nur wenig Einsatzzeit. Sie wechselte im Januar 2015 in ihr Geburtsland Polen zu Energa Toruń (EuroLeague Women Energa Toruń), dem damaligen Tabellenzweiten der ersten polnischen Liga und erreichte mit der Mannschaft den dritten Platz.
In der Sommerpause 2016 kehrte Fikiel, die ein Fernstudium zur Sportfachwirtin durchlief, nach Wasserburg zurück, wo sie zum dritten Mal die Deutsche Meisterschaft und erstmalig den Pokal gewann. In der Saison 2017/18 stand sie zunächst in Diensten des Bundesligisten Grüner Stern Keltern, ehe sie Ende November 2017 zu Klub Sportowy JAS-FBG Sosnowiec nach Polen wechselte. Im Juli 2018 wurde sie von ASZ AJP Gorzów Wielkopolski (ebenfalls erste polnische Liga) verpflichtet. Nach einer 'kleinen Coronapause' stand sie ab Januar 2021 für die GiroLive-Panthers Osnabrück auf dem Spielfeld. Auch mit dieser Mannschaft schaffte es Fikiel bis ins Finale. In der Saison 2021/22 stand Fikiel bei Slavia Prag unter Vertrag.
Während der spielfreien Zeit engagiert sich Fikiel regelmäßig als Gast beim Hoop-Camps e. V., einem Anbieter von Trainingslagern. Am Ende der Saison 2021/22 zog sich Fikiel als Spielerin zurück und wurde Managerin des Bundesligisten Gisa Lions MBC. Ende November 2022 kam es zur Trennung.

## Nationalmannschaft
Die 1,95 große Centerin wurde in die deutschen Auswahlmannschaften der U16 und U18 berufen. Ihr erstes A-Länderspiel bestritt sie am 15. Juli 2010, es folgten 53 weitere Einsätze in der A-Nationalmannschaft. Ihr letztes Länderspiel war im August 2017.